# Newcastle United Jets Football Club (femminile)
Il Newcastle United Jets Football Club, citato anche come Newcastle United Jets Women, è una squadra di calcio femminile australiana, sezione femminile dell'omonimo club con sede a Newcastle, nel Nuovo Galles del Sud.
Istituita nel 2008, è iscritta alla A-League Women, il livello di vertice nella struttura del campionato australiano femminile di calcio, e gioca le partite casalinghe o al Newcastle Number 2 Sports Ground o al più capiente Newcastle International Sports Centre di Newcastle.

## Storia
La squadra femminile dell'Newcastle United Jets è stata istituita nel 2008 con l'inizio della W-League, diventando una delle otto squadre fondatrici. L'organico della stagione inaugurale ha visto l'ex calciatore di Sydney Olympic e Brisbane Strikers Gary Phillips assumere l'incarico di head coach e la squadra basata su tutte giocatrici nazionali tranne l'inglese Stacy Day e la svedese Sanna Frostevall. Nel loro primo campionato ottengono quello che rimane il loro miglior risultato sportivo, il secondo posto nella stagione regolare, e ottenuto l'accesso alle final series, l'eliminazione dal torneo in semifinale ad opera del Canberra United.

## Organico

### Rosa 2020-2021
Rosa, ruoli e numeri di maglia aggiornate al 4 ottobre 2020.
| N. |                      | Ruolo | Calciatrice                   |
| -- | -------------------- | ----- | ----------------------------- |
| 2  | Australia (bandiera) | D     | Hannah Brewer                 |
| 3  | Australia (bandiera) | A     | Jemma House                   |
| 4  | Australia (bandiera) | C     | Chloe O'Brien                 |
| 5  | Australia (bandiera) | C     | Alisha Bass                   |
| 6  | Australia (bandiera) | C     | Cassidy Davis (vice-capitano) |
| 7  | Australia (bandiera) | C     | Gema Simon (vice-capitano)    |
| 8  | Australia (bandiera) | A     | Evelyn Chronis                |
| 9  | Australia (bandiera) | A     | Tara Andrews                  |
| 10 | Australia (bandiera) | C     | Panagiota Petratos            |
| 11 | Australia (bandiera) | C     | Rhianna Pollicina             |

| N. |                      | Ruolo | Calciatrice      |
| -- | -------------------- | ----- | ---------------- |
| 12 | Australia (bandiera) | D     | Tessa Tamplin    |
| 13 | Australia (bandiera) | A     | Lauren Allan     |
| 14 | Australia (bandiera) | D     | Tiana Jaber      |
| 15 | Australia (bandiera) | A     | Sophie Harding   |
| 18 | Australia (bandiera) | D     | Taren King       |
| 20 | Australia (bandiera) | P     | Claire Coelho    |
| 30 | Australia (bandiera) | P     | Nicole Simonsen  |
|    | Australia (bandiera) | D     | Annabel Martin   |
|    | Australia (bandiera) | D     | Sophie Nenadovic |